# Peter Heather
Peter John Heather (* 8. června 1960 Severní Irsko) je britský historik specializující se na období pozdní antiky a raného středověku. Je vedoucím oddělení středověkých dějin a profesorem středověkých dějin na King's College London. Specializuje se především na období zániku Západořímské říše. Věnuje se etnicitě germánských národů. Na toto téma napsal mnoho prací.
Narodil 8. června 1960 v Severním Irsku. Vystudoval gymnázium v Maidstone. Později získal titul M.A. a DPhill na New College Oxfordské univerzity, kde byl pod vlivem Johna Matthewse a Jamese Howard-Johnstona. Přednáší na Oxfordské univerzitě, Yaleově univerzitě a University College London. V lednu 2008 byl jmenován vedoucím oddělení středověkých dějin a profesorem středověkých dějin na King's College London.
Spolu s Bryanem Wardem-Perkinsem a dalšími historiky spojenými s Oxfordskou univerzitou patří k nové generaci historiků, kteří na přelomu 20. a 21. století začali zpochybňovat teorie o pozdním starověku, které převládaly od 70. let 20. století. Tyto starší teorie obecně popíraly důležitost etnické identity barbarské migrace a římský úpadek při rozpadu Západořímské říše. Kromě zániku Západořímské říše se specializuje na historii germánského kmene Gótů. Heatherovy práce jsou v akademické obci obecně přijímány jako věrohodné studie o pádu Říma.